# 格爾居克

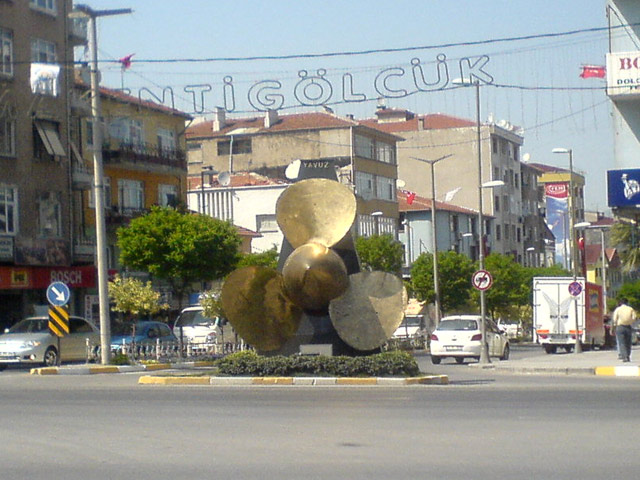

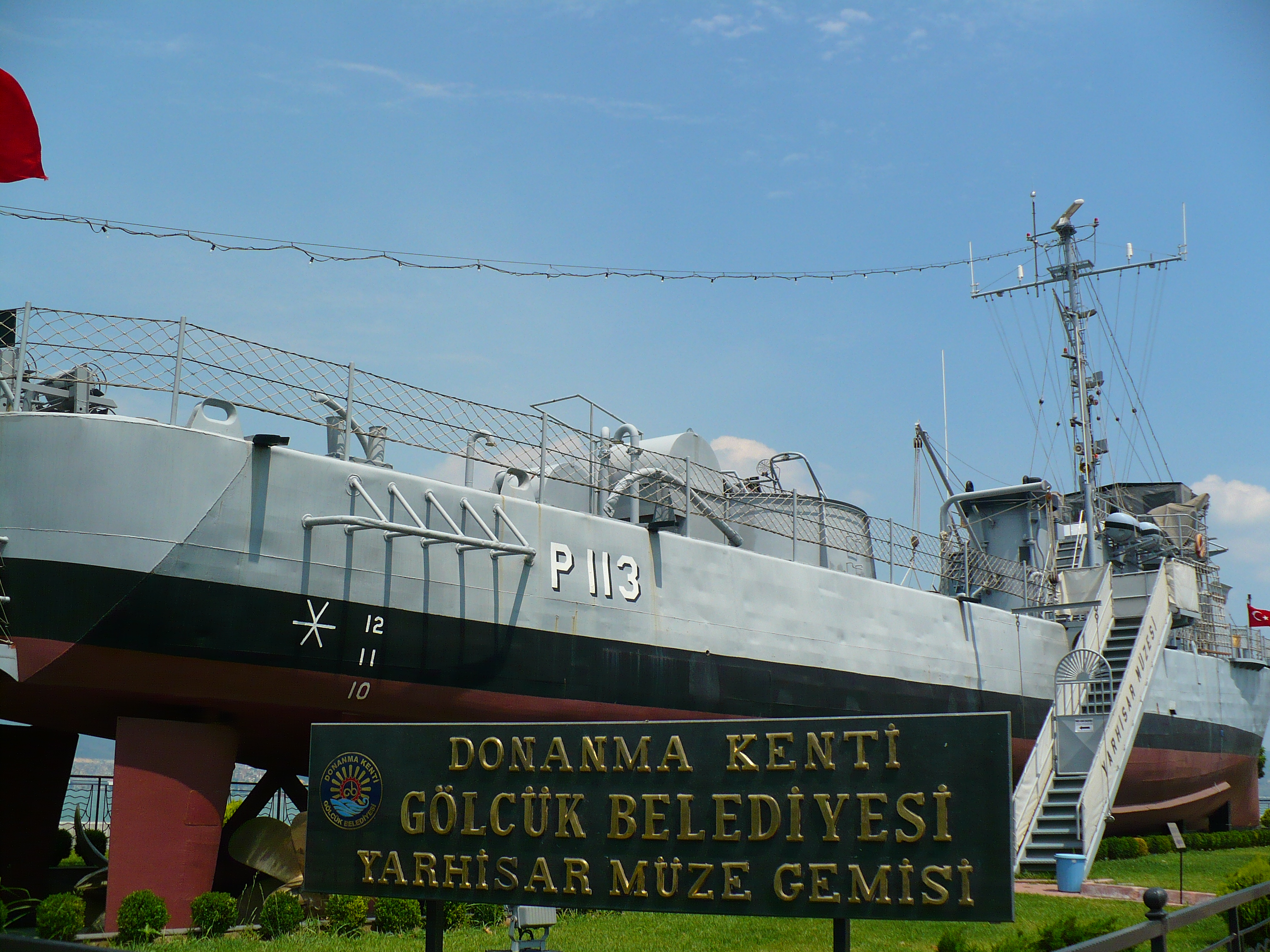

格爾居克是土耳其的城鎮，位於該國西北部馬摩拉海沿岸，由科賈埃利省負責管轄，面積207平方公里，2008年人口136,513。1999年8月17日，該鎮發生矩震級7.6級地震，官方公布17,127人死亡、43,953人受傷。

## 外部連結
- Special Guides （页面存档备份，存于） （土耳其文）
- District governor's official website （页面存档备份，存于） （土耳其文）
- District municipality's official website （页面存档备份，存于） （土耳其文）